# Charles Parrocel
Pour les articles homonymes, voir Parrocel.
Charles Parrocel né le 6 mai 1688 à Paris, où il est mort le 24 mai 1752, est un peintre et graveur français.
Il est connu pour ses scènes de batailles.

## Biographie
Issu d'une lignée de peintres, Charles Parrocel est le fils cadet de Joseph Parrocel, dont il est son élève avant de devenir, à la mort de ce dernier, celui de son parrain Charles de La Fosse, puis de Bon Boullogne.
Entraîné par le goût des aventures, il se serait, dit-on, engagé, à l’âge de 17 ans, dans la cavalerie, où il aurait servi de 1705 à 1706. Ce fait est contesté mais il est cependant certain qu’un goût naturel poussait irrésistiblement le jeune Parrocel vers la peinture des camps et des batailles. Sa mère l’ayant dégagé du service, il reprit ses pinceaux et partit, en 1712, pour l’Italie. Peu de temps après son arrivée à Rome, il est, après avoir envoyé à Paris son Moïse sauvé des eaux, nommé pensionnaire du roi à l’Académie de France à Rome.
Parrocel parcourt l’Italie, poussant même jusqu’à Malte, et revient étudier les peintures de l’école vénitienne pour lesquelles il éprouvait une vive prédilection. De retour en France en 1721, il entre à l’Académie royale sur présentation d’un Combat de cavalerie et d’infanterie et, aussitôt après, il est chargé de représenter sur une vaste toile L’Entrée aux Tuileries de l’Ambassadeur turc et, comme pendant, son départ, La Sortie de l’Ambassadeur, tableaux destinés à être reproduits en tapisserie. Pour l'ouvrage de François Robichon de la Guérinière L'école de cavalerie, contenant la connaissance, l'instruction et la conservation du cheval (Collombat, 1733), Charles Parrocel, choisi en cela par l'auteur du fait de sa profonde culture équestre, confie l'exécution à l'eau-forte de ses dessins préparatoires à Jean Audran, Nicolas-Dauphin de Beauvais, Laurent Cars, Louis Desplaces, Nicolas-Gabriel Dupuis et Jacques Philippe Le Bas.
Après la mort de Rigaud, le roi lui accorda la moitié de la pension qu’il faisait à cet artiste. Il suivit Louis XV pendant les campagnes de 1744 à 1745 et assista à la bataille de Fontenoy qu’il peignit ; La Bataille de Fontenoy est un de ses ouvrages les plus importants. Il devait exécuter pour la galerie du château de Choisy une suite des actions auxquelles avait assisté le roi pendant ses campagnes, mais la paralysie l’empêcha de terminer La Bataille de Lawfelt qui lui avait été commandée pour le roi. Il ne reste de ce grand travail que des esquisses et des cartons coloriés qui furent exposés au Salon de 1746.
Parrocel, qui jouissait d’un appartement à l’hôtel des Gobelins, où il participa très certainement à l’exécution des modèles fournis aux tapissiers, avait les titres de peintre ordinaire des conquêtes du Roi et de pensionnaire de Sa Majesté. Il avait été nommé conseiller de l’Académie royale en 1735, en remplacement de Joseph Vivien, adjoint à professeur le 31 janvier 1744 et professeur le 30 décembre 1746.
C'est d'après Charles Parrocel que Jean-Georges Wille grava le Portrait équestre de Louis XV destiné à l'ouvrage dirigé par Jean-Martin Weis Représentation des fêtes données par la ville de Strasbourg pour la convalescence du Roi, à l'arrivée et pendant le séjour de Sa Majesté en cette ville, imprimé en taille-douce chez Laurent Aubert à Paris en 1747.
Charles Parrocel légua à l’Académie un grand dessin qu’il avait fait pour la ville de Paris de la Marche pour la publication de la paix en 1752. Il exposa aux salons de 1737, 1738, 1745 et 1746. Malgré sa grande facilité, il fit peu de tableaux, mais on lui doit un grand nombre de dessins.
Quoique Charles Parrocel ait traité les mêmes sujets que son père, leurs ouvrages ne peuvent se confondre car ceux du fils sont généralement d’une couleur plus fraîche et plus brillante. Ses tableaux ont aussi moins souffert que ceux de son père dont les ombres, ainsi qu’un certain bleu qu’il employait, ont beaucoup noirci.
Il a eu comme élèves Philibert-Benoît de La Rue et Pierre Lenfant.

## Œuvres

### Peintures

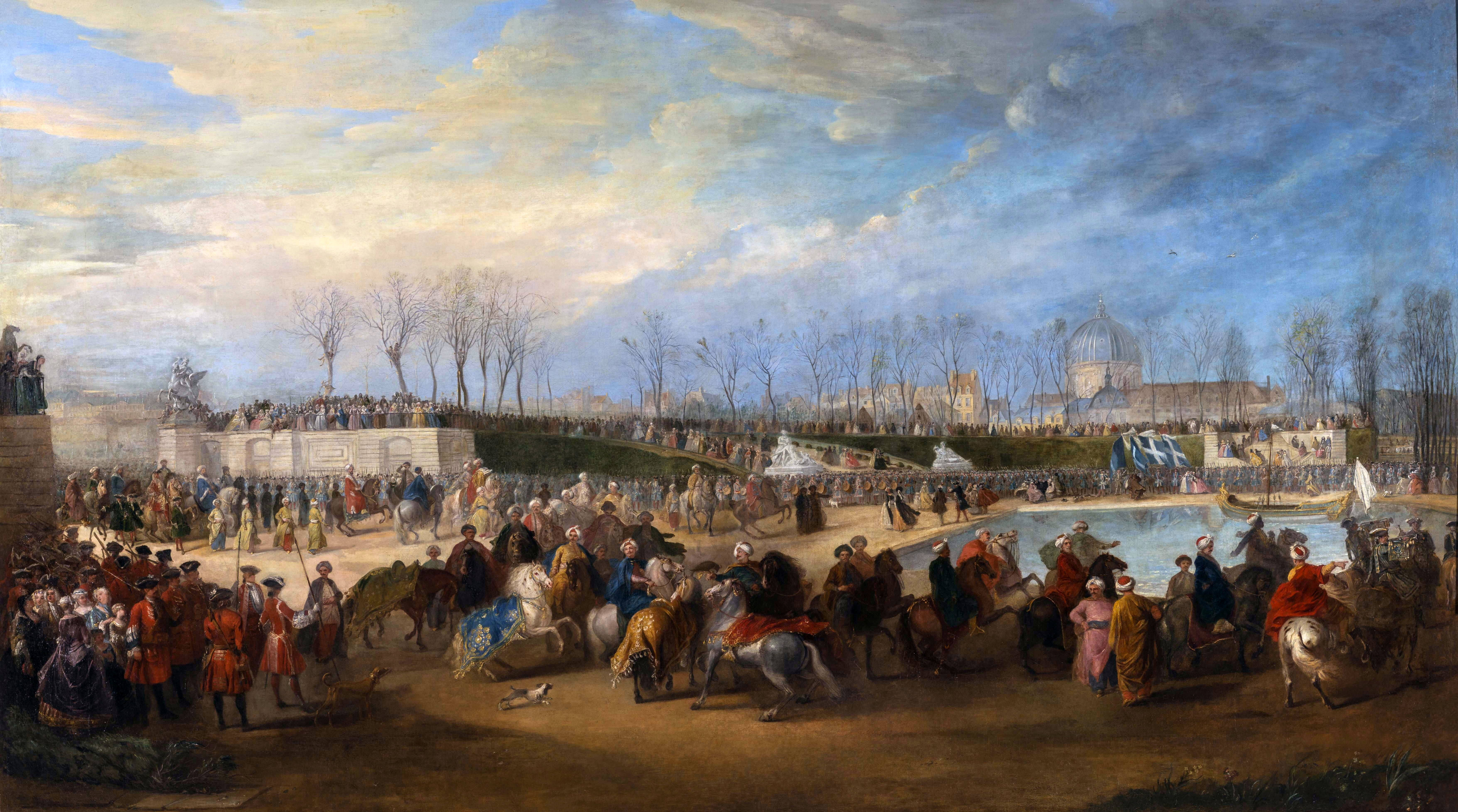
Mehemet Effendi, ambassadeur turc, arrive aux Tuileries, 21 mars 1721 (vers 1721), Versailles, musée de l'Histoire de France.

- Amiens, Musée de Picardie : Charge de cavalerie sur des fantassins.
- Beauvais, MUDO - Musée de l'Oise : Scène de bataille.
- Narbonne, Musée des Beaux-Arts de Narbonne : Halte de soldats.
- Paris, musée du Louvre :
  - Halte de grenadiers à cheval de la maison du roi ;
  - Siège d'Audenarde, juillet 1745.
- Rouen, musée des Beaux-Arts : Épisode de la campagne des Flandres.
- Versailles, musée de l'Histoire de France :
  - Bataille de Lawfeld, 2 juillet 1747 ;
  - Combat de cavalerie ;
  - Entrée de Louis XV a Mons, 30 mai 1747 ;
  - Mehmet Effendi, ambassadeur turc, arrive aux Tuileries, 21 mars 1721 ;
  - Scène de la vie militaire sous Louis XV : garde française et hussards près d'un camp, aile sud des ministres.

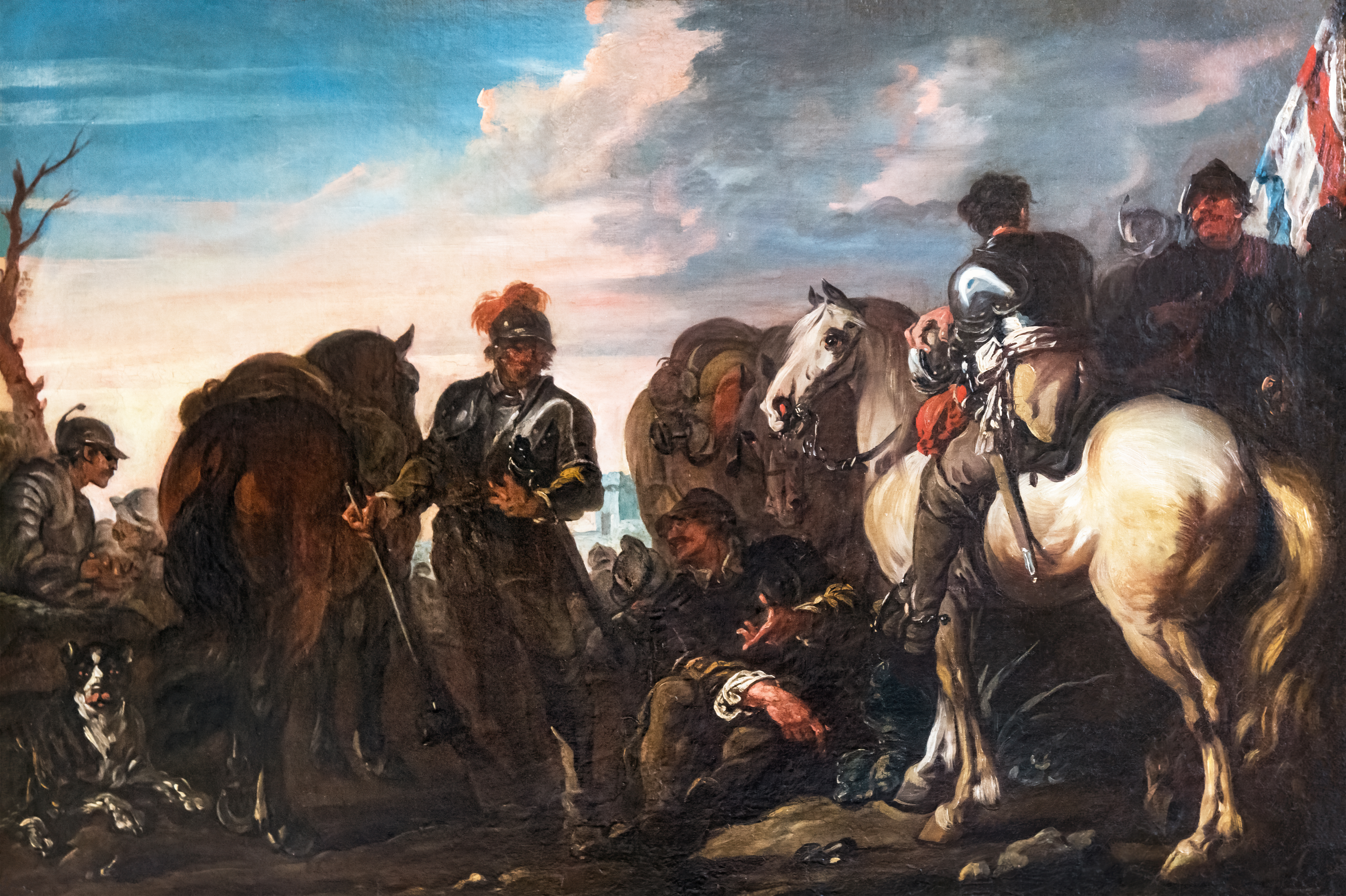
Halte de soldats - Musée des Beaux-Arts de Narbonne

### Dessins et estampes
- Bayonne, musée Bonnat-Helleu :

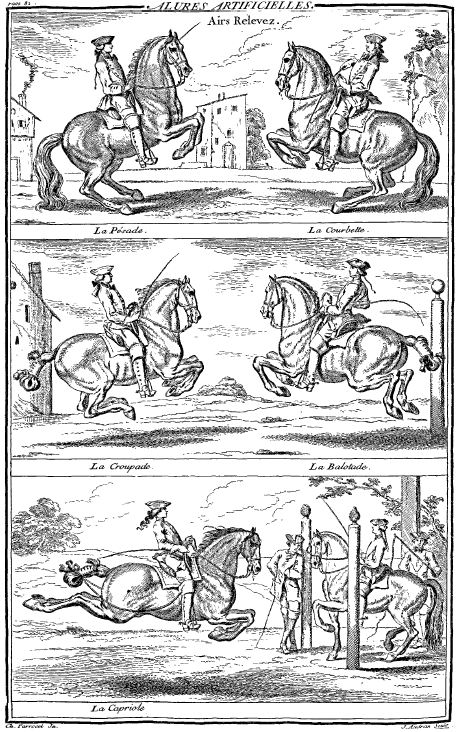
« Airs relevés », illustration pour l’École de cavalerie de François Robichon de La Guérinière (1733).

  - Cavalier sur un cheval piaffant ou caracolant ;
  - Les Noces de Cana.
- Beauvais, MUDO - Musée de l'Oise : Cavalier chargeant.
- Lyon, musée des Tissus :
  - Cavaliers en armes devant une ville ;
  - Cinq Personnages et un chien ;
  - Scène de bataille.
- Orléans, musée des Beaux-Arts : 
  - Choc de cavalerie, plume et encre noire, lavis gris sur papier vergé, 23,8 x 36,4 cm[2].
- Paris :
  - département des arts graphiques du musée du Louvre :
    - Affrontement de cavaliers ;
    - Bataille ;
    - Captifs et captives emmenés par des ottomans ;
    - Carrosses et cavaliers sur une large route, devant une auberge ;
    - Cavalier cabré en arrière d'une colonne ;
    - Cavalier en selle tenant une épée de la main droite ;
    - Cavaliers défilant devant un portail ;
    - Cavaliers vus de profil ;
    - Charge de cavaliers ;
    - Chasse au faucon ;
    - Choc de cavalerie ;
    - Combat de cavaliers ;
    - Combat de cavaliers, au premier plan à droite, un homme allongé… ;
    - Combat de cavaliers avec à gauche une pièce d'artillerie ;
    - Combat de cavaliers dans un paysage montagneux, à gauche un temple… ;
    - Combat de cavaliers et de fantassins, avec à droite une pièce d'artillerie ;
    - Combats de cavaliers et de fantassins ;
    - Combats de cavaliers, choc de cavalerie ;
    - Des anges mettant une armée en déroute ;
    - Des captifs emmenés par des soldats victorieux ;
    - Familles de bergers et d'agriculteurs réunis autour d'un feu… ;
    - Fantassins, cavaliers dont une cantinière en déplacement ;
    - Halte de chasse ;
    - Halte de soldats sous une voûte. Certains attablés et d'autres jouant… ;
    - La Bataille de Leuze ou scène de combat ;
    - Le Prévôt des marchands et les échevins de la Ville de Paris… ;
    - Mort du chevalier Bayard ;
    - Rassemblement de cavaliers dans un vaste paysage ;
    - Résurrection de la fille de Jaïre.

  - École nationale supérieure des beaux-arts :
    - Cavalier de dos jouant de la trompette, plume, encre brune, lavis brun sur papier beige, 21,9 × 16,4 cm[3],[4] ;
    - Soldats et jeunes femmes dans un camp militaire,, sanguine, pinceau, lavis d'encre brune sur papier beige, 19 × 33 cm[5],[4] ;
    - Sauvetage des blessés dans un champ de bataille, plume, encre de Chine, lavis brun sur papier beige, 20,3 × 31,4 cm[6],[4] ;
    - Cavalier chargeant,, plume, encre brune, lavis gris, traits d'encadrement à la plume, et encre brune sur papier beige, 11,2 × 16,4 cm[7],[4] ;
    - Soldats jouant dans une taverne, pierre noire et sanguine sur papier beige, 30,8 × 31,3 cm[8],[4] ;
    - Marche de reîtres sur chemin escarpé, traces de pierre noire, plume et encre noire, lavis gris, 18 × 142 cm[9],[4].

  - musée Carnavalet : La Marche pour la publication de la paix.
- Rennes, musée des Beaux-Arts :
  - Étude de mains ;
  - Études de buste et de mains.
- Vienne (Autriche), Musée Albertina : ensemble très important de dessins et d'estampes, dont 25 dessins de batailles de format identique.